# Naica
Naica est le nom d'un village de la municipalité de Saucillo (es), dans l'État mexicain de Chihuahua, où se trouve une exploitation minière qui est la première productrice de plomb du Mexique.
La mine de Naica est mondialement connue pour les formations de cristaux de gypse géants que l'on trouve à l'intérieur, notamment dans la grotte des Cristaux.

## Cristallographie
Des travaux dans une mine ont recoupé des grottes dans lesquelles se trouvent les plus grands cristaux du monde découverts par hasard en 2000[réf. nécessaire], le cristal le plus long mesure 11,4 mètres. Ces grottes sont normalement noyées par des rivières à 55 °C (elles se situent au-dessus d'une intrusion de magma, qui se trouve à 1,5 km de la surface), sous hautes pressions (30 Bars) et qui sont saturées par des carbonates de calcium et des sulfures : c'est donc un environnement favorable pour le développement de cristaux de différents minéraux tels que le gypse, l'anhydrite, la blende et la galène.
La grotte dans laquelle se trouvent les plus grands cristaux a été baptisée « Cueva de los Cristales » (grotte aux cristaux).